# アーウィン (スターフォックス)
アーウィン（Arwing）は、任天堂のコンピュータゲーム『スターフォックス』シリーズに登場する架空の戦闘機。

## 概要
「スターフォックス」チームの主力戦闘機で、「超高性能全領域戦闘機」の肩書きを持ち、その言葉通り大気圏内のみならず宇宙空間や超高温の領域などあらゆる空間、領域を活躍の場としている。主にシリーズを通して自機として登場する。
上から機体を見るとアルファベットの「A」に見えることから「A-Wing」、これを一語に読み替えて「アーウィン」と名付けられた。シリーズを通して全体的に白を基調とし、主翼の付け根が青くカラーリングされている。
機体のサイズおよびスペックは、SFC版及び64版共に全長28sm、全高5.5sm（sm=スペースメーターは、ライラット系で用いられている度量衡の模様）、最高速度はM4.2と設定されている。
主翼は可変翼で、状況に応じてアスペクト比を変更できるほか、主翼の付け根に姿勢制御装置として搭載された反重力発生装置「G-ディフューザーシステム」により急旋回や急加減速などといったあらゆる運動が可能なほか、主翼が片方或いは両方破損しても運動性能が減衰するのみで墜落しない上、限定的ながらも旋回能力を保持でき、離着陸の際にも滑走路を用いず垂直に浮上及び着陸する事ができる。加えて推進装置としてプラズマエンジンNTD-FX壱型の搭載により惑星間ワープも可能となっている。コックピットと機首の間に搭載されたシールド発生装置によるエネルギーシールドを装甲表面に展開することで優れた防護力を持ち、単独での大気圏への突入・離脱に応用している。また、超高熱惑星ソーラの大気中でも最低限の運用ができるだけの耐熱性（64版におけるスリッピーの弁によると表面温度は9000度まで保証できる）を持つ。64版においては噴流の色が飛行する環境によって異なっており、コーネリアやカタリナの大気圏内などの有重力下では赤、メテオやエリア6の宇宙空間などの無重力下では青になっている。
レーザー砲を機首に1基、主翼（64版以降では主翼の付け根）に2基装備し、広範囲に爆発を起こす兵器である｢スマートボム｣も搭載している（搭載数の限界は作品により異なる）。しかしレーザー砲はエネルギー消費効率の関係により、機首及び主翼の両方から同時に射撃する事はできない。
また、エネルギー発生・変換装置の搭載により、燃料補給なしで巡航できるほか、敵兵器や岩石などを破壊したときに放出される残存エネルギーを取り込んで変換するシステムも備えている。変換されたエネルギーは取り込んだ元エネルギーによって、敵の攻撃や障害物との接触などによって減衰したシールドの回復や、レーザーの強化など様々な用途に用いられる。
シールドの他にローリングをすることによって機体に電磁バリアを張り、敵のレーザー攻撃を弾く「ローリングシールド」（SFC版では「ローリングディフェンス」）という防御方法も備えている。なお、漫画『さらば愛しのファルコ』では、このローリングシールド直後の一時的な出力低下による隙と、高速回転によりパイロットが周囲の状況を見失ってしまうのがアーウィン唯一の弱点とされている。このことは64版の主観視点でのプレイ時に確認できる。
これらの装備によって、アーウィンはライラット系において最強の戦闘機と呼べるほどの能力を与えられている。

### ウォーカー
ウォーカーは、『スターフォックス ゼロ』に登場するアーウィンの対地強襲用二足歩行形態。開発中止となった『スターフォックス2』に登場する予定だったもので、鳥のような姿に変形し、立ち止まっての攻撃や戦艦内部などのような狭く戦闘機形態での攻略が困難な場所での攻略を可能としている。なお、ウォーカーはアーウィンと同じようにレーザー、チャージ弾、ボムが使える。さらに、ランドマスターと同じように「ホバリング」が使える。

## 系列機
コーネリア防衛軍がアーウィンを所有しているという設定のSFC版には、裏設定としてアーウィン型司令偵察機「Mスカウター」なるものも存在する。偵察任務に使用されるもので、任務先で得た情報をエーテル波通信を用いて送信するものである。
『アサルト』では量産型アーウィン「P.A.W.N」が登場。コーネリア防衛軍の兵器だが、ミッション7ではアパロイドに侵されており、敵戦闘機として多数現れる。ミッション8では浸食されていない機体がコーネリア防衛軍の友軍機として登場。グラヴィティブレードが無いのが最大の特徴で、ミッション8に登場したものは白を基調とした色調だが、ミッション7に登場したものは浸食の影響か紫を基調とした色調になっている。
『コマンド』では、フォックスは「アーウィンII」、ファルコは「スカイクロー」、スリッピーは「ブルフロッグ」、クリスタルは「クラウドランナー」という、アーウィンを各パイロット向けにカスタマイズしたものと思われる個別の機体をそれぞれ使用している。ちなみに「アーウィン」という名称の機体を使用しているキャラクターは初代スターフォックスメンバーに当たるペッピーとジェームズのみである。
『ゼロ』では『大乱闘スマッシュブラザーズ』シリーズのフォックスのamiiboを使用することでSFC版のアーウィンをモチーフにした「アーウィンFX」が、ファルコのamiiboを使用することで全体的に黒を基調とし主翼の付け根が赤くカラーリングされた「ブラックアーウィン」がそれぞれ自機として登場する。

## スターフォックスシリーズ以外の登場作品
ワイルドトラックス
「ナイトクルーズ」コースにある『スターフォックス』の看板にぶつかると中央分離帯のある道路に出現し、アイテムを落として行く。
スーパーマリオRPG
バーレル火山の中にあるヒノピオの店「ヒノマート」に、『F-ZERO』シリーズに登場するブルーファルコン、ファイアスティングレイと共に模型として飾られている。
どうぶつの森シリーズ
家具として模型が登場。基本的にシリーズを通してなかなか手に入らない貴重品である。
おどる メイド イン ワリオ
「ナインボルト」ステージのボスゲーム「スターフォックス」で登場。Wiiリモコンを横に持ち、左右に傾けたりしながら操作する。
すれちがいMii広場
ミニゲーム『すれちがい伝説II』で入手できるMii用の帽子の一つとして「アーウィンのぼうし」が登場。Miiがアーウィンをモチーフにした帽子を被る。
大乱闘スマッシュブラザーズシリーズ
『スターフォックス』シリーズを題材にしたステージで登場する。第1作目および『DX』ではやくものとして登場し、対戦者達をレーザーで攻撃を仕掛けてくることがあるが、『X』の「ライラットクルーズ」では背景としてのみの登場で、『for Wii U』の「オービタルゲート周域」では足場として登場するが、共に対戦者達への攻撃は仕掛けてこない。
また、『DX』以外の対戦でフォックス、ファルコが登場する時に使用されているほか、『X』のアドベンチャーモード『亜空の使者』でも、フォックスが戦艦ハルバードを追撃する時や、ファルコがディディーコングを亜空軍に捕らえられているドンキーコングのもとまで送る時、そして他の味方キャラクターたちと共に亜空間に突入する時などに使用されている。
このシリーズに登場するアーウィンは全てツインレーザーを装備しており、デザインは「オービタルゲート周域」では『アサルト』版、それ以外の『DX』ステージでは64版となっている。
ベヨネッタ2
雇われ遊撃隊のエースコスチュームを着用時の武器として登場。ロダンによって作り上げられたもので、銃弾がレーザーに変化し、ため撃ちが可能となっている。
また、特定の条件を満たすことでシューティングステージにて自機としても登場する。
 スターリンク　バトル・フォー・アトラス
UBIソフトが複数のハード向けに制作したオープンワールドシューティングゲーム。
スイッチ版の限定特典として、フォックスとアーウィンが操作可能キャラクターとして登場する。
レーザー砲やチャージ弾、ローリングによる敵弾反射といった原作版での要素が、他の機体にはない特殊能力という形で再現されている。
その一方で、本作のゲームシステムの都合上、以下のような独自の特徴を備えている。
・胴体、右翼、左翼の三部位に分割可能で、他の機体と翼を交換することもできる。また、胴体のみの状態や、翼を片側しか装着していない状態でも問題なく飛行できる
・主翼の上にコネクターがあり、そこに武器を装着可能。外付け武器装着中は備え付けのレーザー砲を使用できなくなる。
・地上でも活動可能。ただし、「2」や「零」のように歩行形態へ変形するのではなく、元の形態のまま数メートルほど浮上して滑走する
・スマートボムは使用不可（追加コンテンツ（別売り）のファルコの特殊技能としてのみ使用できる）
・任意のタイミングでシールドを発生させ、攻撃を防ぐことができる
・機体ダメージは時間経過によって回復する